# Tmarus tamazolinus
Tmarus tamazolinus là một loài nhện trong họ Thomisidae.
Loài này thuộc chi Tmarus. Tmarus tamazolinus được Mauricio Jiménez miêu tả năm 1988.